# Centurie
Une centurie (pluriel latin centuriæ) est un substantif latin à partir de la racine centum (une centaine), désignant des unités composées à l'origine d'environ 100 hommes. Elle est, pendant la République romaine une division du corps civique constituée au moment du recensement, par le censeur, afin de fournir une unité militaire de la légion romaine. Elle constitue aussi une unité de vote lorsque le corps civique est réuni en comices centuriates, sur le champ de Mars, et une unité fiscale pour la perception du tributum destinée à financer la solde des soldats.
Elle désigne également une unité romaine de superficie : 1 centurie = 100 heredia (de 706 à 710 m de côté).
Sous l'Empire, c'est le sens d'unité militaire ou territoriale qui domine.

## Origine
La tradition attribue au roi Servius Tullius l'organisation de la population masculine romaine en centuries, selon le niveau de richesse et l'âge de chaque citoyen, et donc selon sa capacité à s'équiper militairement et à combattre. Toutefois, les différents types d'armement et l'évaluation de richesse en as indiqués par Tite-Live sont anachroniques pour le VIe siècle av. J.-C., époque de Servius Tullius. On considère que Tite-Live décrit une organisation ancienne de la République romaine, à une date où les légionnaires étaient disposés en lignes de fantassins lourds puis de soldats plus légèrement armés. Selon Christol et Nony, l'armement de bronze qu'indique Tite-Live pour la première classe correspond à celui des hoplites grecs, et serait celui de l'armée archaïque de Servius Tullius. La longue guerre contre Véies à la fin du Ve siècle et au début du IVe av. J.-C. aurait ensuite induit la création des seconde et troisième classes, pour incorporer les citoyens qui n'avaient pas les moyens de posséder l'armement complet de l'hoplite. Les numismates notent que Tite-Live délaisse les sesterces, unité de compte entrée en usage au début du IIe siècle av. J.-C., et pensent que l'évaluation des chiffres censitaires en as est réalisée en as dévalués dits sextantaires, introduits en 214 av. J.-C..

## Constitution des centuries

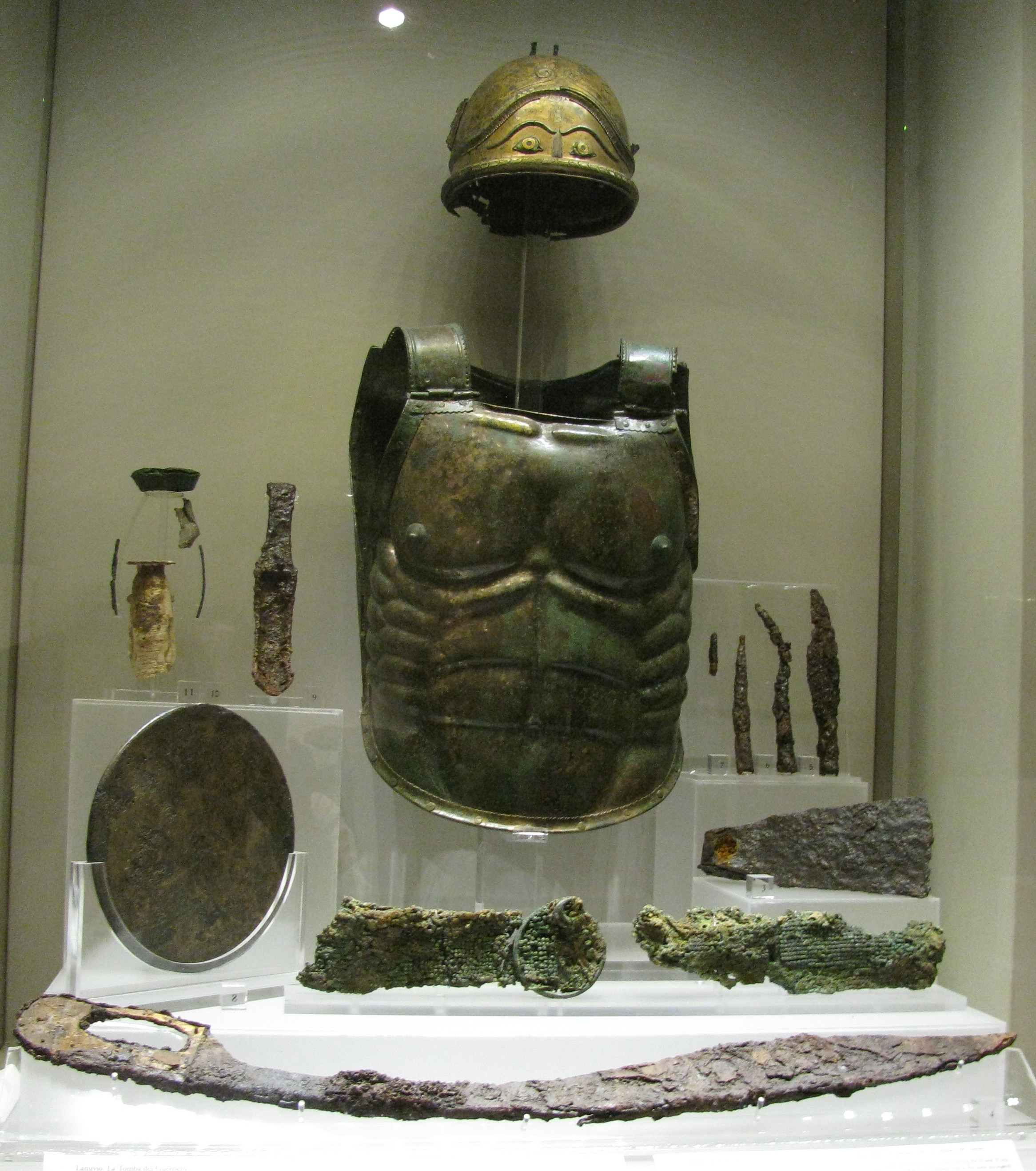
Armement hoplitique, tombe de guerrier du à Lanuvium, cité voisine de Rome

### Distribution des citoyens en centuries
Les 193 centuries comprenaient 188 centuries de citoyens astreints au service des armes proprement dit (armati) et 5 centuries de citoyens sans armes (inermes ou inermi, de in- et -arma : non armé ou sans arme) dont il n'était requis qu'un service auxiliaire. Les citoyens sont groupés en centuries selon l'âge, en distinguant les juniores (hommes entre 17 et 45 ans) combattant à l'extérieur et les seniores (hommes âgés de 46 ans à 60 ans) chargés de la garde de la ville.

#### Lesarmati
Les 188 centuries d'armati comprenaient 18 centuries de cavaliers (equites) et 170 de fantassins (pedites).

##### Lesequites
Les centuries équestres, composées de chevalier (equites), comprenaient 6 centuries nommées et 12 centuries sans nom. Les premières, les sex suffragia, portaient les noms des trois tribus primitives des Tities, Ramnes et Luceres. Les secondes auraient été ajoutées aux premières par Servius Tullius.

##### Lesclassici
L'infanterie comprenait des citoyens astreints au service complet et des citoyens dont il n'était requis qu'un service moindre.
D'après Aulu-Gelle et Festus dans l'abrégé de Paul Diacre, les citoyens astreints au service complet étaient les classici, les citoyens dont il n'était requis qu'un service moindre étaient les infra classem.
Ultérieurement, les citoyens astreints au service complet formèrent la première classe (prima classis), les autres citoyens formèrent les deuxième, troisième et quatrième classe. Le tableau ci-dessous reprend les indications de Tite-Live et de Denys d'Halicarnasse,.
| Classe          | Équipement                                   | Équipement         | Cens (C) en as       | Nombre de centuries      |
| Classe          | Défensif                                     | Offensif           | Cens (C) en as       | Nombre de centuries      |
| --------------- | -------------------------------------------- | ------------------ | -------------------- | ------------------------ |
| Prima classis   | Casque, bouclier rond, jambières et cuirasse | Lance et épée      | C ≥ 100 000          | 40 juniores, 40 seniores |
| Secunda classis | Casque, bouclier long et jambières           | Lance et épée      | 75 000 ≤ C < 100 000 | 10 juniores, 10 seniores |
| Tertia classis  | Casque et bouclier long                      | Lance et épée      | 50 000 ≤ C < 75 000  | 10 juniores, 10 seniores |
| Quarta classis  |                                              | Lance et javelot   | 25 000 ≤ C < 50 000  | 10 juniores, 10 seniores |
| Quinta classis  |                                              | Frondes et pierres | 11 000 ≤ C < 25 000  | 15 juniores, 15 seniores |

#### Lesinermes
Les inermes, dont il n'était requis qu'un service auxiliaire, étaient distribués en 5 centuries :
- La centuria fabrum tignariorum ou centurie des charpentiers ;
- La centuria fabrum ærariorum ou centurie des forgerons ;
- La centuria liticinum en tubicinum ou centurie des sonneurs de lituus, trompette à pavillon courbé, et de tuba, trompette ;
- La centuria cornicinum ou centurie des sonneurs de cor ;
- La centuria adcensorum velatorum.

La dernière centurie regroupe la masse des non-possédants, les prolétaires ou capite sensi (recensés par tête). Ils ne sont ni mobilisables ni imposables.

### Nombre de centuries
Le nombre exact des centuries dont les comices centuriates étaient composées reste discuté. Cicéron et Denys d'Halicarnasse en dénombrent 193, nombre retenu par Theodor Mommsen. Mais Tite-Live en énumère 194, Cicéron omettant une des deux centuries de fabri et Denys d'Halicarnasse celle des accensi velati.
Certains auteurs — tels Arnoldo Momigliano et André Magdelain — ajoutent une 195e centurie procum patricium. Omise par Tite-Live et Denys d'Halicarnasse, elle est mentionnée par Cicéron et par Festus,. Probablement composée des consulaires patriciens, elle aurait disparu au temps d'Hannibal.
Mais le nombre de 193 centuries est celui qui est généralement retenu par les historiens modernes,, quoique Christol et Nony admettent 193 ou 194 et Claude Nicolet 193 ou 195.

### Réforme de la répartition
Par une réforme difficile à dater, la première classe serait passée de 80 à 70 centuries, réparties entre 35 de juniores et 35 de seniores, tandis que la seconde classe comptait 10 centuries de plus, pour conserver un nombre total de centuries inchangé. Avec cette réforme, un vote même unanime des 18 centuries de la classe équestre et des 70 centuries de la première classe n'assurait plus la majorité, et obligeait à faire voter la seconde classe, ce qui donnait un poids politique à des citoyens un peu moins riches.
Toutefois, Claude Nicolet rappelle que la valeur de 70 centuries pour la première classe ne provient que d'un seul manuscrit du De Republica de Cicéron, découvert en 1818 dans un état lacunaire et surchargé de corrections, donc d'une fiabilité incertaine. Dans l'hypothèse selon laquelle ce nombre de 35 + 35 centuries viendrait de celui des 35 tribus, chaque tribu fournirait une centurie de juniores et une de seniores, système de mobilisation qui ne concernerait que la première classe. La date de cette réforme éventuelle serait postérieure à 241 av. J.-C., année de création des dernières tribus, et antérieure à 179 av. J.-C..

### Extension de la cinquième classe
Le seuil pour être mobilisable dans la cinquième classe évolue à la baisse avec les besoins considérables de la deuxième guerre punique : de 11 000 (ou 12 500) as, il passe à 4 000 as, puis 1 500 as. Comme dans le même temps l'as se dévalue de deux onces à une once, la diminution est d'autant plus forte. Enfin, en 107 av. J.-C., Marius effectue une levée de troupes, en acceptant même les prolétaires, donc sans tenir compte de la classe censitaire.

## La centurie, unité civique et fiscale
La centurie est par son origine un cadre pour le recrutement des soldats et le fonctionnement de l'armée : chaque centurie devait fournir le même nombre de soldats, et le même versement perçu au titre du tributum, contribution occasionnelle aux dépenses militaires. En même temps, elle formait une unité de vote décomptée pour une voix dans les comices centuriates. Les centuries équestres et celles de première classe comportaient un moins grand nombre de citoyens vu les critères de richesse nécessaires, donc elles supportaient proportionnellement une taxation plus forte, mais disposaient d'un poids électoral plus important.
L'imposition des citoyens romains au tributum cesse à partir de 167 av. J.-C., grâce au butin rapporté de Macédoine puis des autres conquêtes, tandis que, à partir de Marius, l'enrôlement dans les légions de prolétaires appartenant tous à la dernière centurie et le recours aux volontaires rend inutile le recrutement par convocation des classes et de leurs centuries. En revanche, les opérations de recensement et la constitution des centuries selon le niveau de fortune de chacun restent maintenues, pour conserver l'organisation hiérarchisée des scrutins lors des comices centuriates.

## La centurie, unité militaire
L'unité militaire appelée « centurie » était composée de dix unités minimales, la Contubernium et deux centuries formaient un manipule. Dans la marine, elle correspondait à une galère.